# Saved!
Saved! är en amerikansk långfilm från 2004. Den är regisserad av Brian Dannelly.

## Handling
En kristen high school i Baltimore, USA. Mary har lyckats komma med i innegänget Christian Jewels men när hennes pojkvän erkänner att han är homosexuell försöker hon "bota" honom med att ha sex med honom. Tyvärr leder detta till att hon blir gravid. Detta låter sig inte döljas alltför länge och skolans populäraste tjej, Faye, som är mer kristen än påven själv, tar till alla medel för att rädda Marys förtappade själ. 

## Skådespelare (urval)
- Mary-Louise Parker - Lillian
- Jena Malone - Mary
- Mandy Moore - Hilary Faye
- Macaulay Culkin - Roland
- Patrick Fugit - Patrick